# Киевский женский медицинский институт
Киевский женский медицинский институт — высшее медицинское учебное заведение Российской империи и Советской России в Киеве.

## История
В 1898 году на собрании Киевского комитета Красного креста было предложено создать в городе женское высшее учебное заведение. После этого студенты Медицинского факультета киевского Императорского университета Святого Владимира собрали более 3 тысяч рублей для фонда по организации Женского медицинского института. Но только в 1905 году приват-доцент Киевского университета Андрей Осипович Карницкий добился открытия в Киеве женских педагогических медицинских курсов «Мать и дитя». А в 1906 году Министерство народного образования Российской империи по обращению Совета Киевского университета позволило принимать на 3-й−5-й курсы его медицинского факультета женщин, которые изучали медицину за пределами Российской империи, а также в Петербургском женском медицинском институте или на Высших московских курсах.
В 1906 году в Киеве повторно были открыты Киевские высшие женские курсы (КВЖК), и в сентябре 1907 года при них было организовано медицинское отделение. Был создан Педагогический совет курсов, куда вошли профессора Университета святого Владимира — Феофил Яновский, Владимир Высокович, Сергей Томашевский и другие. Было утверждено «Положение о Медицинском отделении при Высших женских курсах в г. Киеве» и профессора обратились в Киевскую думу с просьбой выделить землю для строительства анатомического театра для этого отделения.
В 1908 году под руководством Владимира Константиновича Высоковича началось строительство. После его завершения в здании находились кафедры нормальной хирургии, оперативной хирургии, гистологии, патологической анатомии и общей патологии. Первые 95 выпускниц Медицинского отделения Высших женских курсов получили дипломы в 1912 году; всего за 1912—1915 годы было выдано более 700 дипломов. На Всероссийской выставке 1913 года, которая проходила в Киеве, Медицинское отделение КВЖК было удостоено золотой медали.
В 1915 году медицинское отделение КВЖК было преобразовано в Киевский женский медицинский институт, который просуществовал по 1920 год. Отдельное здание для института было построено в 1908—1909 годах по проекту военного инженера Павла Голубятникова; находилось оно на нынешней улице Мечникова № 5. В Как в Медицинском отделении КВЖК, так и в Киевском женском медицинском институте преподавали многие профессора Киевского университета.
В апреле 1920 институт объединили с медицинскими факультетами Киевского университета и на их базе был создан Институт здравоохранения. В октябре этого же года к Институту здравоохранения был в статусе факультета Одонтологический институт и в январе 1921 года созданное учебное учреждение переименовали в Киевскую государственную медицинскую академию. В декабре 1921 года академию снова переименовали в Киевский медицинский институт. В настоящее время это — Национальный медицинский университет имени А. А. Богомольца.